# Experimental and Molecular Pathology
Experimental and Molecular Pathology ist eine medizinische Fachzeitschrift. Die Beiträge durchlaufen ein Peer-Review-Verfahren und behandeln molekularpathologische Themen bei Menschen und anderen Säugetieren. Die Zeitschrift erscheint bei Elsevier.
Der Impact Factor der Zeitschrift lag im Jahr 2021 bei 4,401.